# Batalha de Kawanakajima

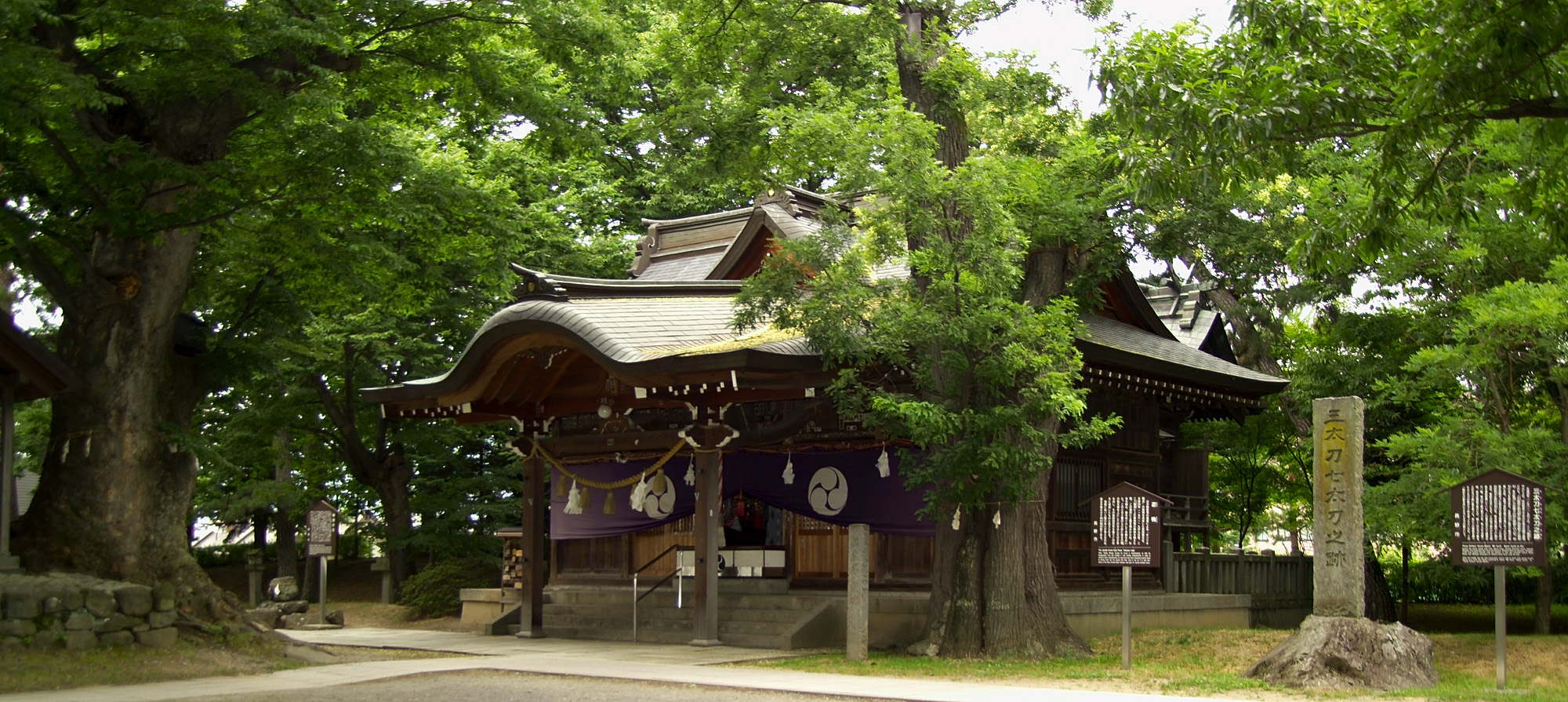
Este Santuário fica perto do local da Quarta Batalha de Kawanakajima.

As batalhas de Kawanakajima (川中島の戦い, Kawanakajima no tatakai) foram travadas no Período Sengoku do Japão entre Takeda Shingen da província de Kai e Uesugi Kenshin da Província de Echigo, na planície de Kawanakajima, no norte da província de Shinano, localizada na parte sul da atual cidade de Nagano.
As cinco principais batalhas foram travadas em 1553, 1555, 1557, 1561 e 1564. A mais conhecida e mais grave entre elas foi travada em 10 de setembro de 1561.
Os combates começaram após Shingen conquistar a província de Shinano, expulsando Murakami Yoshiharu e Nagatoki Ogasawara, que depois virou-se para ajudar Kenshin.

## A primeira batalha

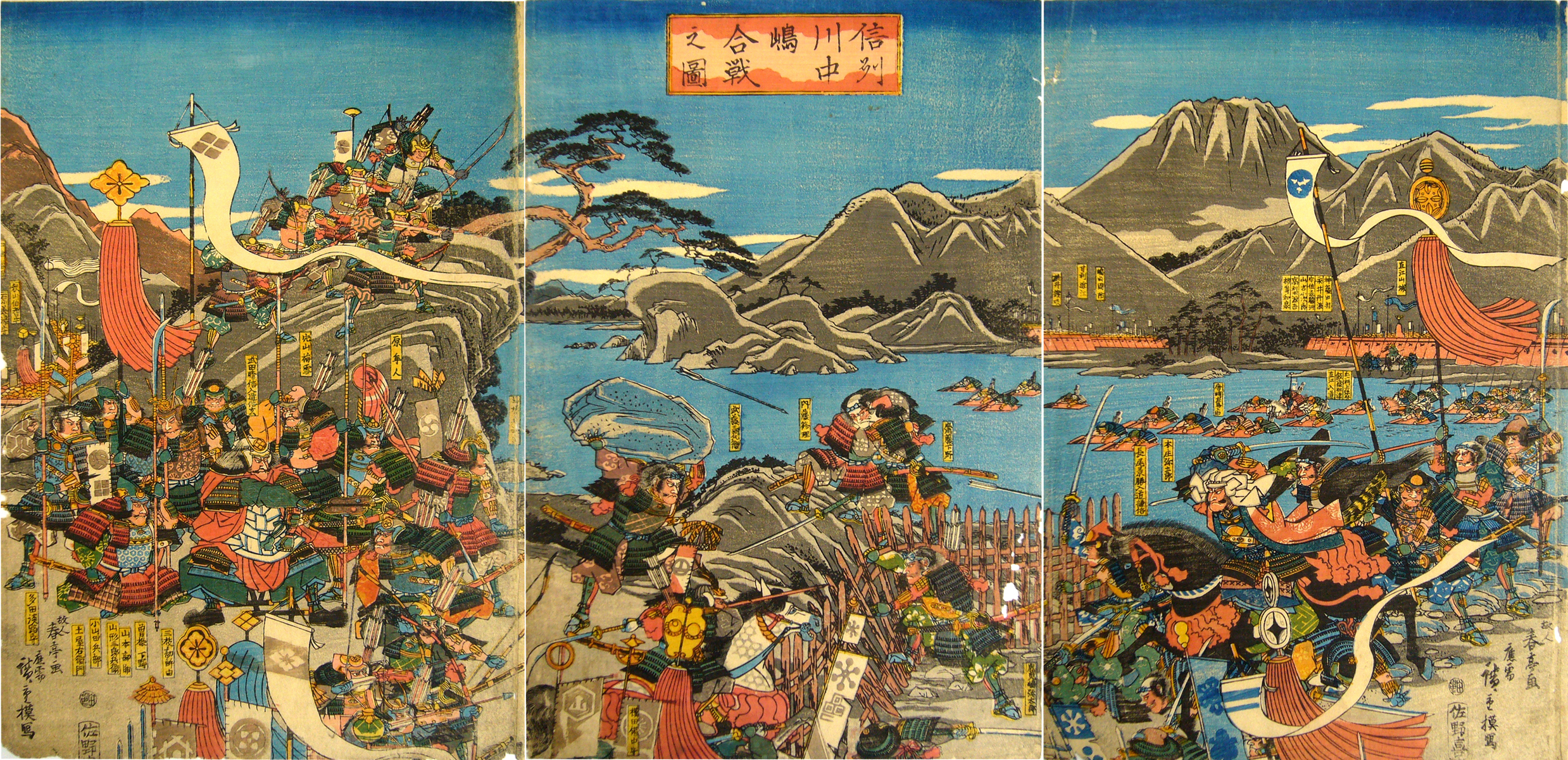
歌川広重作「川中島合戦之図」

Na primeira batalha de Kawanakajima, em junho de 1553, Takeda Shingen penetrou longe na planície Kawanakajima e sua vanguarda encontrou as forças de Uesugi Kenshin em um santuário (Hachiman). Eles se separaram e encontraram-se novamente a poucos quilômetros de distância, mas a batalha travada não foi decisiva.

## A segunda batalha

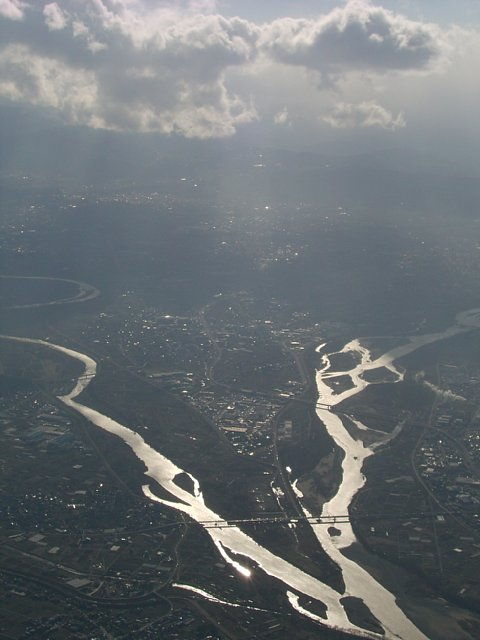
Kawanakajima (centro) é onde o Rio Sai (direita) se junta ao Rio Chikuma (esquerda).

Em 1555, a segunda batalha de Kawanakajima, também conhecida como a Batalha de Saigawa, começou quando a Takeda Shingen retornou ao Kawanakajima, avançando até o rio Sai. Ele fez um acampamento na montanha a sul do rio, enquanto Uesugi Kenshin foi acampado a leste do  Templo Zenko-ji, que lhe proporcionou uma excelente vista da planície. No entanto, o clã Kurita, aliado dos Takeda, manteve a fortaleza de Asahiyama alguns quilômetros ao oeste; elas ameaçaram Uesugi no flanco direito. As defesas de Kurita Kakuju foram reforçadas por 3 mil guerreiros do clã Takeda.
Kenshin lançou uma série de ataques contra a fortaleza de Asahiyama, mas todos foram repelidos. Eventualmente ele moveu seu exército para a planície, reorientando a sua atenção sobre as principais Takeda vigor. No entanto, em vez de atacar, os dois exércitos esperaram, durante meses, que o adversário fizesse uma jogada. Finalmente, uma batalha foi evitada uma vez que ambos os líderes foram reformados para lidar com os assuntos internos, em suas respectivas províncias de origem.

## A terceira batalha
A terceira batalha aconteceu em 1557, quando Takeda Shingen capturou uma fortaleza chamada Katsurayama, observando o templo Zenkoji a partir do noroeste. Em seguida, ele tentou tomar o castelo de Iiyama, mas desistiu após Kenshin levar um exército de Zenkoji.

## A quarta batalha
A quarta batalha resultou na maior perda proporcional de forças, para ambos os lados, comparada a qualquer outra batalha do período; trata-se também de uma das batalhas mais interessantes, do ponto de vista tático, do Período Sengoku. Em setembro de 1561, Uesugi Kenshin deixou a sua fortaleza com 18 mil guerreiros, determinado a destruir Takeda Shingen. Ele deixou algumas das suas forças em Zenkoji, mas assumiu uma posição sobre Saijoyama, uma montanha a oeste, e com uma excelente vista do castelo de Kaizu. Se ele soubesse que o castelo Kaizu possuía uma guarnição de apenas 150 samurais, Kenshin provavelmente teria atacado imediatamente. Sua indecisão, entretanto, deu tempo para que o general no comando do castelo, Kosaka Danjo Masanobu, através de um sistema de sinais de fogo, informasse o seu Senhor (Shingen), que estava na fortaleza de Tsutsujigasaki, a 130 km de distância, em Kofu.
Shingen partiu de Kofu com 16 mil homens e mais 4 mil se juntaram ao exército durante a viagem por Shinano, aproximando-se de Kawanakajima na margem oeste do rio Chikumagawa (Chikuma Rio), mantendo o rio entre ele e Saijoyama. O exército não fez mais nem um movimento, sabendo que a vitória iria exigir um elemento surpresa. Shingen consegue entrar em Kaizu, juntamente com seu gun-bugyō' (Comissário de exército), Yamamoto Kansuke, sem nenhuma reação de Uesugi. Naquele momento, Kansuke formou uma estratégia que ele acreditava ser eficiente contra Kenshin.
Kosaka Danjo Masanobu deixou Kaizu durante a noite com 8 mil homens, avançando até Saijoyama, onde pretendiam conduzir o exército de Kenshin para a planície, onde Takeda Shingen estaria à espera com 8 mil homens na formação de kakuyoku, ou "guindaste da asa". No entanto, seja através de espiões ou por meio de sentinelas que observavam Kaizu, Kenshin adivinhou as intenções de Shingen, e conduziu seus homens para a planície. Kenshin desceu de Saijoyama por seus flancos ocidentais. Em vez de fugir do ataque de Kosaka, o exército de Uesugi penetrou por baixo montanha, silenciosamente, usando pedaços de pano para amortecer o ruído dos cascos do cavalo. Com o início da madrugada, os homens de Shingen encontraram o exército de Kenshin que fora posto para evitar a fuga pelas montanhas, como esperado.

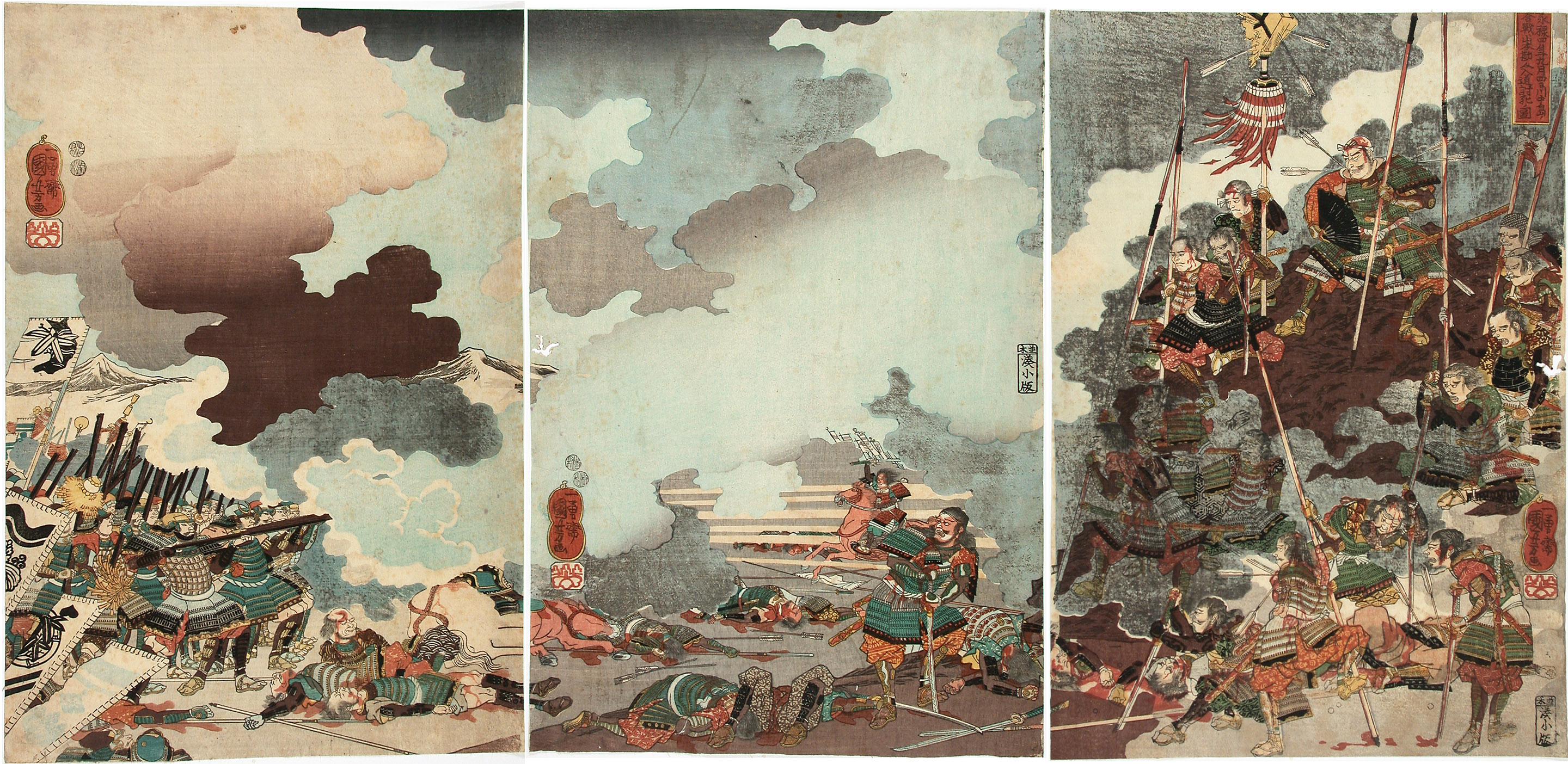
A morte de Yamamoto Kansuke, impressão em madeira por Utagawa Kuniyoshi. Sofrendo muito e acreditando que sua estratégia falhara, Kansuke recolheu-se em uma colina nas proximidades e suicidou-se.

As forças de Uesugi atacaram em ondas, em uma formação "Kuruma Gakari", em que cada unidade é substituída por outra, ao serem destruídas. A liderar a vanguarda de Uesugi estava Kakizaki Kageie, um dos vinte e oito generais de Uesugi. A unidade de Kakizaki formada por samurais montados colidiu com a unidade de Takeda Nobushige, resultando na infeliz perda de Nobushige. Embora a formação de Kakuyoku realizada surpreendentemente bem, os comandantes de Takeda finalmente caíram, um por um. Percebendo que seu movimento de pinça tinha falhado, Yamamoto Kansuke atacou a massa de samurais Uesugi sozinho, sofrendo mais de 80 feridas de bala antes de se recolher em uma colina próxima e cometer seppuku.
Por fim, as forças Uesugi chegaram ao posto de comando de Takeda, e ocorreu um dos mais famosos combates solitários da história japonesa. O próprio Uesugi Kenshin invadiu a sede, atacando Takeda Shingen, que, despreparado para uma tal eventualidade, aparou com o seu leque, da melhor maneira que pôde, e manteve Kenshin ocupado tempo suficiente para um de seus partidários, Hara Osumi-no-Kami, apontar uma lançar contra Kenshin e afastá-lo.
O principal órgão de Takeda mantiveram-se firmes, apesar dos hostis ataques rotativos pelos Uesugi. Obu Saburohei lutou de volta contra o samurai Kakizaki. Anayama Nobukumi destruiu Shibata de Echigo e forçou a principal força dos Uesugi principal a voltar para Chikumigawa.
Entretanto, a força secreta de Kosaka atingiu o topo da Saijoyama e, ao encontrar a posição Uesugi abandonada, apressou-se montanha abaixo em direção a um vau, usando o mesmo caminho que esperavam que fosse usada pelos fugitivos de Uesugi. Após desesperada luta, eles abateram 3 mil guerreiros Uesugi defendendo o vau (sob o comando de Amakazu Kagemochi, general dos Uesugi) e correndo para ajudar a força principal dos Takeda. As forças de Kosaka, então, atacaram a retaguarda Uesugi a partir do recuo. Muitos generais de Takeda Shingen, inclusive seu irmão mais novo Takeda Nobushige e seu tio-avô Murozumi Torasada, foram mortos no campo.
No final, o exército Uesugi sofreu em torno de 3 mil perdas, enquanto os Takeda tiveram cerca de 4 mil vítimas. Os registros históricos indicam que os Takeda não fizeram qualquer esforço para impedir os Uesugi de recuar após a batalha, queimando o acampamento em Saijoyama, retornando para Zenkoji e, em seguida, a província Echigo.

## A quinta batalha
Em 1564, Shingen e Kenshin reuniram-se pela quinta e última vez sobre a planície de Kawanakajima. Suas forças lutaram por 60 dias e, em seguida, ambos recuaram.

## Na cultura popular
Como a quarta batalha entre Shingen e Kenshin foi a mais famosa entre elas, é uma das primeiras etapas na série Samurai Warriors (série). Devido à luta um contra um entre Shingen e Kenshin, a arma de Shingen é um dansen uchiwa (leques característicos).
A rivalidade entre os dois chefes militares foi documentada no filme japonês Heaven and Earth (1990), que apresenta a quarta batalha como o clímax do filme. A quarta batalha é também um dos mais cruciais momentos para muitos programas de TV centrados na vida de Shingen, tais como Fūrin Kazan.
No jogo para PC Shogun: Total War, uma das batalhas históricas é o quarto Kawanakajima.